# إغناثيو كونتي
إغناثيو كونتي (بالإسبانية: Ignacio Conti)‏ هو لاعب اتحاد الرغبي أوروغواياني، ولد في 5 نوفمبر 1977 في مونتفيدو في الأوروغواي.

## وصلات خارجية
- إغناثيو كونتي عل موقع إسبنسكروم (الإنجليزية)
- إغناثيو كونتي على موقع ItsRugby.co.uk (الإنجليزية)